# Skate America 1989
Navigation
Édition précédente Édition suivante
Le Skate America est une compétition internationale de patinage artistique qui se déroule aux États-Unis au cours de l'automne. Il accueille des patineurs amateurs de niveau senior dans quatre catégories: simple messieurs, simple dames, couple artistique et danse sur glace.
Le huitième Skate America est organisé du 18 au 22 octobre 1989 à la Market Square Arena d'Indianapolis dans l'Indiana.

## Résultats

### Messieurs
| Rang | Nom                   | Pays             | Points | Prog. court | Prog. libre |
| ---- | --------------------- | ---------------- | ------ | ----------- | ----------- |
| 1    | Christopher Bowman    | États-Unis       | 2.5    | 3           | 1           |
| 2    | Viktor Petrenko       | Union soviétique | 2.5    | 1           | 2           |
| 3    | Kurt Browning         | Canada           | 4.0    | 2           | 3           |
| 4    | Mark Mitchell         | États-Unis       | 6.0    | 4           | 4           |
| 5    | Mitsuhiro Murata      | Japon            | 7.5    | 5           | 5           |
| 6    | Erik Larson           | États-Unis       | 9.0    | 6           | 6           |
| 7    | Matthew Hall          | Canada           | 11.0   | 8           | 7           |
| 8    | Vasili Eremenko       | Union soviétique | 11.5   | 7           | 8           |
| 9    | Alessandro Riccitelli | Italie           | 14.5   | 9           | 10          |
| 10   | Cameron Medhurst      | Australie        | 15.0   | 12          | 9           |
| 11   | Ralph Burghart        | Autriche         | 16.5   | 11          | 11          |
| 12   | András Száraz         | Hongrie          | 17.0   | 10          | 12          |
| 13   | Riccardo Olavarrieta  | Mexique          | 19.5   | 13          | 13          |

### Dames
| Rang | Nom              | Pays               | Points | Prog. court | Prog. libre |
| ---- | ---------------- | ------------------ | ------ | ----------- | ----------- |
| 1    | Tonya Harding    | États-Unis         | 1.5    | 1           | 1           |
| 2    | Jill Trenary     | États-Unis         | 3.0    | 2           | 2           |
| 3    | Simone Lang      | Allemagne de l'Est | 5.0    | 4           | 3           |
| 4    | Junko Yaginuma   | Japon              | 7.5    | 5           | 5           |
| 5    | Nancy Kerrigan   | États-Unis         | 7.5    | 3           | 6           |
| 6    | Surya Bonaly     | France             | 8.0    | 8           | 4           |
| 7    | Marina Kielmann  | Allemagne          | 11.0   | 6           | 8           |
| 8    | Dianne Takeuchi  | Canada             | 11.5   | 9           | 7           |
| 9    | Beatrice Gelmini | Italie             | 13.5   | 7           | 10          |
| 10   | Lisa Sargeant    | Canada             | 14.0   | 10          | 9           |
| 11   | Diana Marcos     | Mexique            | 16.5   | 11          | 11          |

### Couples
| Rang | Nom                                  | Pays               | Points | Prog. court | Prog. libre |
| ---- | ------------------------------------ | ------------------ | ------ | ----------- | ----------- |
| 1    | Natalia Mishkutenok / Artur Dmitriev | Union soviétique   | 1.5    | 1           | 1           |
| 2    | Kristi Yamaguchi / Rudy Galindo      | États-Unis         | 3.5    | 3           | 2           |
| 3    | Peggy Schwarz / Alexander König      | Allemagne de l'Est | 5.0    | 2           | 4           |
| 4    | Michelle Menzies / Kevin Wheeler     | Canada             | 5.5    | 5           | 3           |
| 5    | Stacey Ball / Jean-Michel Bombardier | Canada             | 7.0    | 4           | 5           |
| 6    | Karen Courtland / David Goodman      | États-Unis         | 9.0    | 6           | 6           |

### Danse sur glace
| Rang | Nom                                   | Pays             | Points | Danse imposée | Danse originale | Danse libre |
| ---- | ------------------------------------- | ---------------- | ------ | ------------- | --------------- | ----------- |
| 1    | Maïa Oussova / Alexandre Jouline      | Union soviétique | 2.0    | 1             | 1               | 1           |
| 2    | April Sargent / Russ Witherby         | États-Unis       | 4.0    | 2             | 2               | 2           |
| 3    | Jo-Anne Borlase / Martin Smith        | Canada           | 6.4    | 4             | 3               | 3           |
| 4    | Dominique Yvon / Frédéric Palluel     | France           | 7.6    | 3             | 4               | 4           |
| 5    | Irina Antsifirova / Oleg Granenov     | Union soviétique | 10.0   | 5             | 5               | 5           |
| 6    | Jeanne Miley / Michael Verlich        | États-Unis       | 12.6   | 6             | 7               | 6           |
| 7    | Elizabeth Punsalan / Jerod Swallow    | États-Unis       | 13.4   | 7             | 6               | 7           |
| 8    | Małgorzata Grajcar / Andrzej Dostatni | Pologne          | 16.0   | 8             | 8               | 8           |
| 9    | Anna Croci / Luca Mantovani           | Italie           | 18.0   | 9             | 9               | 9           |
| 10   | Karen Quinn / Alan Abretti            | Royaume-Uni      | 19.6   | 9             | 10              | 10          |

## Sources
- (en) « Ice ABROAD: AMERICANS TRIUMPH IN UK INTERNATIONAL, SKATE AMERICA '89 », sur usfsa.xmlmanager.qg.com
- Patinage Magazine N°20 (Décembre 1989/Janvier-Février 1990)